# Congettura di Poincaré

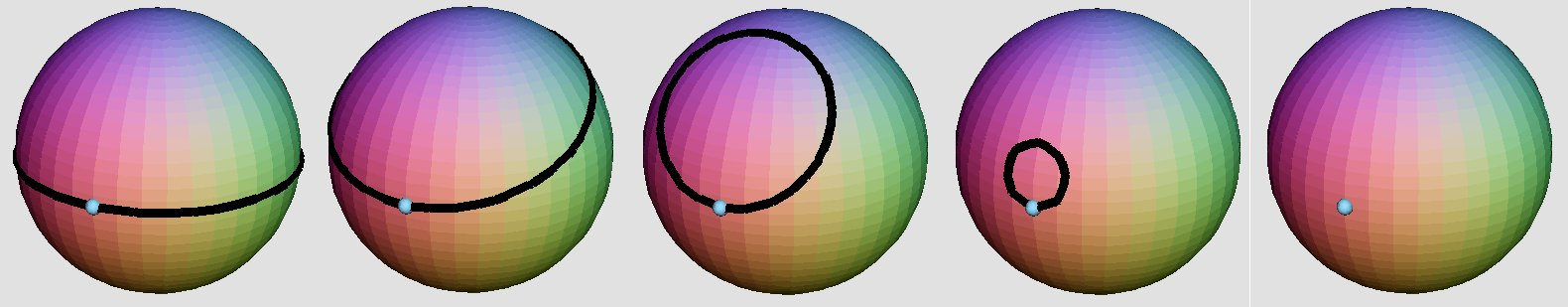
Per superfici 2-dimensionali compatte e prive di frontiera, se ogni cammino chiuso può essere contratto fino a diventare un punto, allora la superficie è topologicamente omeomorfa a una 2-sfera (normalmente chiamata semplicemente sfera). La congettura di Poincaré afferma che lo stesso è valido per le superfici tridimensionali.

La congettura di Poincaré, enunciata nel 1904 sulla base degli studi di Henri Poincaré, è stata considerata durante tutta la seconda metà del XX secolo uno dei più importanti problemi di topologia. Fu dimostrata da Grigorij Jakovlevič Perel'man nel 2002.

## Motivazione ed enunciato della congettura
Nel 1904 Henri Poincaré stava lavorando ai fondamenti di quella che poi sarebbe stata chiamata topologia algebrica. In particolare studiava le proprietà e caratteristiche topologiche della sfera. Aveva sviluppato uno strumento matematico chiamato omologia, che distingueva e permetteva quindi di classificare topologicamente tutte le varietà di dimensione 2. Congetturò inizialmente un fenomeno analogo in dimensione 3, ovvero che l'omologia distinguesse almeno la sfera tridimensionale dalle altre varietà. Si accorse molto presto di essere in errore, dato che riuscì a costruire una 3-varietà, chiamata successivamente sfera di Poincaré, con la stessa omologia della 3-sfera ma non omeomorfa ad essa. Spazi di questo tipo (ve ne sono in verità infiniti) vengono ora chiamati sfere di omologia.
Poincaré sviluppò allora un nuovo strumento, in un certo senso più raffinato, chiamato gruppo fondamentale. Si domandò quindi se questo strumento fosse sufficiente a distinguere la 3-sfera dalle altre varietà tridimensionali. Poincaré non ha mai dichiarato esplicitamente di credere nell'affermazione seguente, però questa è passata alla storia come la congettura di Poincaré.

## Enunciato
L'enunciato della congettura è il seguente:
Ogni 3-varietà semplicemente connessa chiusa (ossia compatta e senza bordi) è omeomorfa a una sfera tridimensionale.
In altri termini la congettura dice che la 3-sfera è l'unica varietà tridimensionale "senza buchi", ossia è l'unica varietà di dimensione 3 dove qualsiasi cammino chiuso può essere contratto fino a diventare un punto.

## Storia delle soluzioni proposte

### Da Whitehead a Thurston
Inizialmente, questo problema fu trascurato finché nel 1930 J.H.C. Whitehead ravvivò l'interesse sulla congettura proponendo una prima soluzione. Successivamente, si rese conto che la soluzione non era corretta, ma comunque i suoi studi portarono alla scoperta di interessanti esempi di varietà che portarono alle varietà di Whitehead.
Tra gli anni cinquanta e sessanta molti matematici si cimentarono nell'impresa, ma, pur ottenendo importanti risultati nel campo della topologia e delle varietà, non riuscirono a dimostrare o a confutare la congettura.
Con il tempo la congettura acquistò la fama di essere una congettura molto difficile da dimostrare, pur possedendo una formulazione relativamente semplice. Questo indusse i matematici più famosi a essere molto cauti negli annunci legati alla congettura di Poincaré, dato che errori a volte molto sottili rendevano le dimostrazioni inutili. Nonostante le mille cautele negli anni ottanta e novanta vi furono annunci con fantomatiche soluzioni, che si rivelarono errate. Contemporaneamente la Congettura di Poincaré fu inserita da William Thurston come parte di una congettura più grande che riguarda tutte le 3-varietà: la congettura di geometrizzazione di Thurston.

### Il Clay Institute e Perel'man
Nel 2000 il Clay Mathematics Institute decise di includere la congettura di Poincaré tra i Problemi per il millennio e quindi di offrire un milione di dollari a chi avesse dimostrato la congettura stessa. Questo premio evidenzia ulteriormente la portata della congettura di Poincaré, soprattutto ai fini pratici: tutti i problemi del Millennium Prize avrebbero immediate applicazioni, sia teoriche che tecnologiche. La congettura di Poincaré avrebbe ripercussioni sulle possibili topologie della teoria delle stringhe e delle varie altre teorie della gravitazione quantistica.
Sembrò che la congettura di Poincaré potesse essere il primo premio assegnato. Nell'aprile del 2002, infatti, un primo articolo di M. J. Dunwoody propose una prima dimostrazione, che tuttavia si rivelò errata. Successivamente due articoli di Grigorij Jakovlevič Perel'man dell'Istituto Matematico di Steklov di San Pietroburgo sembrarono più promettenti. Nel primo Perel'man dichiarò di avere dimostrato la più generale congettura di geometrizzazione di Thurston, portando avanti un programma intrapreso da Richard Hamilton. Nel 2003 pubblicò un secondo articolo, iniziando una serie di conferenze negli Stati Uniti.
Nel 2004 le sue tecniche furono analizzate e crearono un notevole interesse, anche per alcuni collegamenti con argomenti di fisica teorica, e portarono a fare credere il suo come il più serio attacco che la congettura di Poincaré avesse mai ricevuto.
Tra il 2003 e il 2006 furono pubblicate o messe in rete alcune esposizioni dettagliate del lavoro di Perel'man, redatte da alcuni matematici: prima alcune note di Kleiner e Lott, quindi, nella primavera del 2006, un articolo di Huai-Dong Cao e Xiping Zhu sull'Asian Journal of Mathematics e un articolo di Morgan e Tian. I lavori di Perel'man furono quindi riconosciuti dalla comunità matematica adeguati per la dimostrazione, ma il russo rifiutò sia la Medaglia Fields, il 22 agosto 2006, sia il premio Clay da un milione di dollari.

## La congettura di Poincaré nelle altre dimensioni
Una formulazione della congettura di Poincaré a n dimensioni è la seguente:
Ogni varietà chiusa n dimensionale omotopicamente equivalente alla n-palla è omeomorfa alla n-palla.
Questa definizione è equivalente alla congettura di Poincaré nel caso n = 3. Le difficoltà maggiori sorgono per le dimensioni n = 3 e n = 4. Il caso con n = 1 è banale, e il caso con n = 2 è stato dimostrato con facilità. Stephen Smale dimostrò i casi con n ≥ 7 nel 1960 e successivamente estese la dimostrazione a n ≥ 5; per questi lavori vinse la medaglia Fields nel 1966. Michael Freedman risolse la congettura nel caso n = 4 nel 1982 e ricevette per questo la medaglia Fields nel 1986.

## La congettura di geometrizzazione
La congettura di Poincaré è legata alla classificazione delle varietà a tre dimensioni. Per la "classificazione delle varietà a tre dimensioni" generalmente si intende la capacità di creare una lista contenente tutte le varietà possibili senza omeomorfismi o ripetizioni. Avere come risultato una classificazione è equivalente a definire se una varietà è omeomorfa a un'altra varietà.
La congettura di geometrizzazione di Thurston contiene come caso particolare la congettura di Poincaré. Essa implica anche la capacità di classificare qualsiasi varietà a tre dimensioni.